# عاطفة

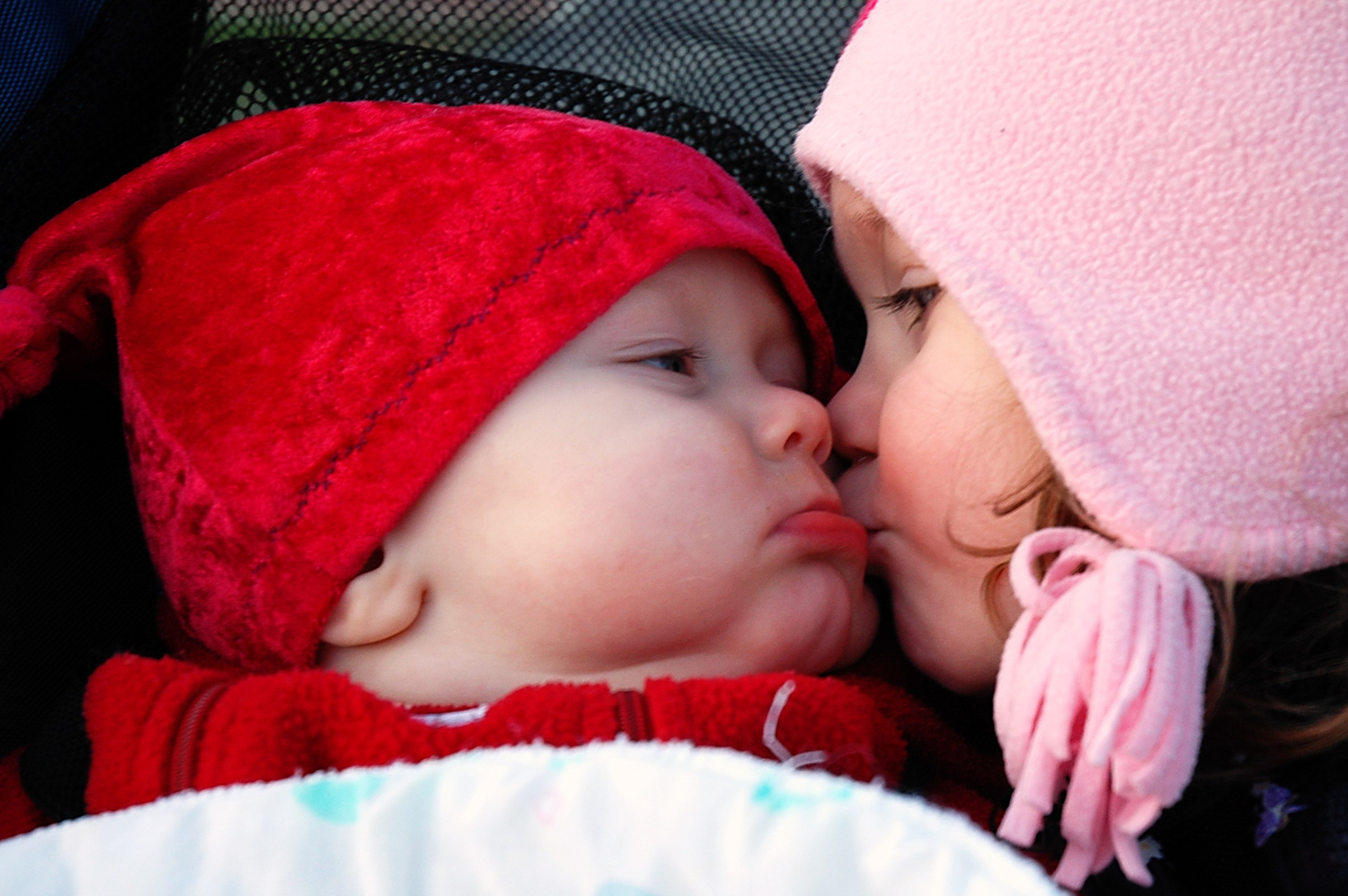
قبلة على الخد، الجبهة، الأنف، الفم أو الشفتين تعبر عن العاطفة.

العاطفة في التعريف العام، هي حالة ذهنية كثيفة تظهر بشكل آلي في الجهاز العصبي وليس من خلال بذل جهد مُدرَك، وتستدعي إما حالة نفسية إيجابية أو سلبية. ولذا يستلزم التفرقة بين العاطفة والشعور.
المودة أو العشق هو «تصرف أو حالة ذهنية أو جسدية» يرتبط غالبًا بشعور أو نوع من الحب. وقد أدى إلى ظهور عدد من فروع الفلسفة وعلم النفس فيما يتعلق بالمشاعر والمرض والتأثير وحالة الوجود. . يستخدم الكتاب في الأخلاق بشكل عام الكلمة للإشارة إلى حالات الشعور المتميزة، سواء الدائمة أو التشنجية. البعض يتناقض مع العاطفة على أنها خالية من العنصر الحسي المميز. حتى العرض البسيط جدًا للعاطفة يمكن أن يكون له مجموعة متنوعة من ردود الفعل العاطفية، من الإحراج إلى الاشمئزاز والمتعة والإزعاج. كما أن له تأثيرًا ماديًا مختلفًا على المعطي والمستقبل.
بشكل أكثر تحديدًا، اقتصرت الكلمة على الحالات العاطفية، والتي يكون هدفها كائنًا حيًا مثل الإنسان أو الحيوان. ويقارن المودة بالعاطفة من «الشفقة» اليونانية. على هذا النحو، تظهر في كتابات الفيلسوف الفرنسي رينيه ديكارت، والفيلسوف الهولندي باروخ سبينوزا، ومعظم كتابات علماء الأخلاق البريطانيين الأوائل. ومع ذلك، لأسباب مختلفة (على سبيل المثال، أنها لا تنطوي على القلق أو الإثارة وأنها خاملة نسبيًا ومتوافقة مع الغياب الكامل للعنصر المادي)، فهي بشكل عام ومتميزة عن العاطفة. بهذا المعنى الضيق، لعبت الكلمة دورًا كبيرًا في النظم الأخلاقية، التي تحدثت عن الانفعالات الاجتماعية أو الأبوية باعتبارها بمعنى ما جزء من الالتزامات الأخلاقية. للنظر في هذه المشاكل وما شابهها، والتي تعتمد في النهاية على الدرجة التي تعتبر فيها العواطف طوعية.

## خصائص العواطف
- الاكتساب: الإنسان لا يولد وبداخله عاطفة تجاه شخص أو شيء معين وإنما تتكون العاطفة من تكرار إتصال الفرد بموضوع العاطفة.
- ذات صبغة انفعالية: فالعاطفة تتكون من مجموعة من الانفعالات المتباينة تدور حول موضوع واحد، وقد تثير العاطفة الواحدة أكثر من انفعال.

الدراسات الحالية تقترح أن العاطفة جزء أساسي من اتخاذ قرارات الإنسان وتخطيطه للحياة.

## التعبير
يمكن التعبير عن المودة من خلال المظهر أو الكلمات أو الإيماءات أو اللمسات. ينقل الحب والتواصل الاجتماعي. قد يكون السلوك الحنون قد تطور من سلوك رعاية الوالدين بسبب ارتباطه بالمكافآت الهرمونية. وقد ثبت أن هذه المودة تؤثر على نمو الدماغ عند الرضع. يمكن أن تكون عبارات المودة غير مرحب بها إذا كانت تشكل تهديدات ضمنية لرفاهية الشخص. قد يكون السلوك الحنون مرتبطًا بفوائد صحية مختلفة إذا تم الترحيب به. وقد اقترح أن المشاعر الإيجابية تزيد من ميل الناس للتفاعل وأن الألفة المكتسبة من خلال المودة تزيد المشاعر الإيجابية بينهم.

### فوائد المودة
يُنظر إلى تبادل المودة على أنه سلوك بشري متكيف يساهم في زيادة الرفاهية الجسدية والعطية والعقلية. إن التعبير عن المودة يتوسط الفوائد العاطفية والجسدية والعلاقة للفرد والنظراء المهمين. أظهر إيصال المشاعر الإيجابية تجاه الآخرين فوائد صحية تشمل: انخفاض هرمونات الإجهاد وانخفاض الكوليسترول وانخفاض ضغط الدم وجهاز المناعة الأقوى. يتم ملاحظة الفوائد داخليًا عندما يتم التعبير عن العاطفة ولا يتم الشعور بها فقط، إذا لم يتم تبادل المودة من خلال المتلقي، فإن آثار المودة لا تزال محسوسة من خلال المعطي.

### العلاقات الأبوية
غالبًا ما يُنظر إلى السلوك الحنون على أنه نتيجة لسلوك رعاية الوالدين بسبب ارتباطه بالمكافآت الهرمونية. يمكن ربط السلوكيات الأبوية الإيجابية والسلبية بمشاكل صحية لاحقة في الحياة. إساءة المعاملة هي سمة شائعة لسوء الصحة في وقت لاحق من الحياة، لأن نقص المودة يؤدي إلى ضعف الرفاه الطبيعي والصحة العقلية. أظهرت دراسة أجريت في عام 2013 آثار إساءة معاملة الأطفال المبكر والنتيجة بين نقص المودة والصلة البيولوجية القوية لكيفية تأثير هذه التجارب السلبية المبكرة على الصحة البدنية.

### المودة
المودة هي مدرسة فكرية تعتبر العواطف ذات أهمية مركزية. على الرغم من عدم وجودها في التيار الرئيسي للفلسفة الغربية، إلا أنها موجودة في الفلسفة الهندية.